# Table d'addition
Pour les articles homonymes, voir Table (homonymie).
Une table d'addition est un tableau qui permet de connaître le résultat de l'addition de petits nombres entiers.

## La table usuelle
La table d'addition usuelle est celle des entiers de zéro à dix et écrite en base dix :
| +  | 0  | 1  | 2  | 3  | 4  | 5  | 6  | 7  | 8  | 9  | 10 |
| -- | -- | -- | -- | -- | -- | -- | -- | -- | -- | -- | -- |
| 0  | 0  | 1  | 2  | 3  | 4  | 5  | 6  | 7  | 8  | 9  | 10 |
| 1  | 1  | 2  | 3  | 4  | 5  | 6  | 7  | 8  | 9  | 10 | 11 |
| 2  | 2  | 3  | 4  | 5  | 6  | 7  | 8  | 9  | 10 | 11 | 12 |
| 3  | 3  | 4  | 5  | 6  | 7  | 8  | 9  | 10 | 11 | 12 | 13 |
| 4  | 4  | 5  | 6  | 7  | 8  | 9  | 10 | 11 | 12 | 13 | 14 |
| 5  | 5  | 6  | 7  | 8  | 9  | 10 | 11 | 12 | 13 | 14 | 15 |
| 6  | 6  | 7  | 8  | 9  | 10 | 11 | 12 | 13 | 14 | 15 | 16 |
| 7  | 7  | 8  | 9  | 10 | 11 | 12 | 13 | 14 | 15 | 16 | 17 |
| 8  | 8  | 9  | 10 | 11 | 12 | 13 | 14 | 15 | 16 | 17 | 18 |
| 9  | 9  | 10 | 11 | 12 | 13 | 14 | 15 | 16 | 17 | 18 | 19 |
| 10 | 10 | 11 | 12 | 13 | 14 | 15 | 16 | 17 | 18 | 19 | 20 |

## Comment utiliser la table d'addition?
Pour connaître la somme 5 + 7, prendre le nombre à l'intersection de la ligne 5 et de la colonne 7.
Le résultat lu sera 12.

## Comment est fabriquée la table d'addition?
Le nombre d'une case est égal à l'incrément (ajout de un) de la case immédiatement à gauche ou au-dessus.

## Propriétés
La table présente une symétrie par rapport à une diagonale. Cette symétrie reflète le caractère commutatif de l'addition : a + b = b + a.